# Len Talmy
Leonard Talmy es un profesor de lingüística y filosofía en la Universidad Estatal de Nueva York. Es conocido por ser pionero en Lingüística cognitiva, específicamente, en la relación entre las estructuras lingüísticas semántica y formal y las conexiones entre tipologías semánticasy universales. También se especializa en el estudio de lenguas nativas Americanas.

## Libros
- Toward a Cognitive Semantics (2000) -- two volumes
- The Attention System of Language (forthcoming)

## Artículos Publicados
- "The Relation of Grammar to Cognition"
- "Force Dynamics in Language and Cognition"
- "How Language Structures Space"
- "Fictive Motion in Language and `Ception'"
- "Lexicalization Patterns"
- "The Representation of Spatial Structure in Spoken and Signed Languages: a Neural Model"
- "Recombinance in the Evolution of Language"